# Костянтин Єло-Малинський
Костянтин Єло-Малинський (д/н — 1576) — війт Луцька у 1573—1574 роках.

## Життєпис
Походив зі впливового волинського шляхетського роду Єло-Малинських гербу П'ятиріг. Син Михайла Єло-Малинського, королівського маршалка і луцького війта. Його матір'ю була Богдана Гнівошівна Яловицька. Про дату народження нічого невідомо. Вперше згадується у 1570 році. Тоді разом з братами Іваном і Матвієм з кількома десятками слуг захопив війтівський будинок, заявивши, що не боронять Б. Вілкошевському і далі мешкати в ньому, але не дозволяли Яну Добецькому зайняти луцьке війтівство, яке начебто перед тим Михайло Єло-Малинським поступився Добецькому. Того ж дня з братами прийшов до гроду і заявив, що його батько тримав війтівство у заставі від короля, який, маючи перед ними борг, передав війтівство їм у заставу. Крім того, брати Єло-Малинські повідомили, що не бачили королівського документа з вимогою передати війтівство Я. Добецькому.
11 листопада того ж року Костянтин Єло-Малинський у гроді питав возного Семена Підгаєцького, чи в його присутності Я. Добецький читав королівського листа перед міською радою? На це возний відповів, що «при мне нияких листов гсдрских вряду местскому, бурмистромъ луцкимъ не давал, толко о ввезаню сам мне поведил». Згодом діяв разом із братами, закріпивши за собою.
1572 року помер його батько. 1573 року розділив з братами батьківські маєтки. 7 липня 1573 року після брата Івана отримав війтівство. У вересні 1574 року передав посаду війта брату Остафію. У 1574—1576 роках обирався делегатом від Волинського воєводства на вальний сейм у Кракові. Водночас одружився з княгинею Марією Масальською.
У 1576 році разом з братом Остафієм напав на Тучинський замок, який захопив у Ганни Путятянки. Натомість остання подала скаргу на Єло-Малинських. Помер того ж року, не залишивши спадкоємців.